# 帕努·拉亚拉
帕努·拉亚拉（芬蘭語：Panu Rajala，1945年8月27日生于赫尔辛基）是芬兰作家和文化研究者。

## 生平与事业
拉亚拉曾担任过赫尔辛基大学助理（1976–1982年）、（MTV Oy）公司戏剧总监（1983–1985年）以及坦佩雷大学（1997–2005年）戏剧学教授。自1996年起，他一直担任弗兰斯·埃米尔·西兰帕研究会主席。拉亚拉在1997年至2001年间担任文化杂志《Hiidenkivi》主编。
拉亚拉曾在米吕科卢夏季剧院执导过话剧《虔诚的苦难》（Hurskas kurjuus）和《夏夜中的人们》（Ihmiset suviyössä）。当卡勒·霍尔姆贝里（Kalle Holmberg）为皮尼基夏季剧院（Pyynikin kesäteatteri）准备根据韋伊諾·林納的《北极星下》（Täällä Pohjantähden alla）三部曲改编演出时，拉亚拉作为编剧参与其中。成果是三部戏剧：《阿克塞利与埃利娜》（Akseli ja Elina）、《北极星下》（Pohjantähden alla）和《无名战士》（Tuntematon sotilas）。其中第一部于1993年和1994年上演，第二部于1995年和1996年上演，最后一部于1997年上演。
拉亚拉也在电影领域工作过。他与劳尼·莫尔贝里和皮尔约·洪卡萨洛合作，将蒂莫·库斯塔·穆卡的小说《大地是一首罪恶之歌》（Maa on syntinen laulu）改编为同名电影。他与莫尔贝里的合作延续到了基于西莫·普波宁（Simo Puupponen），即阿佩利（Aapelin）的小说改编的电视电影《神圣的疯狂》（Siunattu hulluus，1975年）。拉亚拉协助马蒂·卡西拉完成了电影《彼得，我想爱你》（Haluan rakastaa, Peter, 1972年），该片改编自艾拉·梅里卢奥托的小说《彼得，彼得》（Peter, Peter）。拉亚拉的第一个正式电影剧本是根据约翰内斯·林南科斯基的小说《血红花之歌》（Laulu tulipunaisesta kukasta）于1971年创作的——同名电影，由米科·尼斯卡宁执导。
拉亚拉撰写了一部关于西兰帕的传记三部曲。此外，他还在1998年写了一本关于米卡·瓦尔塔里戏剧作品的书《女巫重返舞台：聚光灯下的米卡·瓦尔塔里》（Noita palaa näyttämölle: Mika Waltari parrasvaloissa），并于2008年撰写了瓦尔塔里的传记《神秘联合：米卡·瓦尔塔里的生平与作品》（Unio mystica: Mika Waltarin elämä ja teokset）。他也是2000年成立的米卡·瓦尔塔里研究会的首任主席。
2015年入围芬兰文学奖提名的作品《热忱者——摄影师的记忆》（Intoilija – fotograafin muistikuvat）包含了大约20页直接复制自I·K·因哈（I. K. Inha）的文字，且未作标注，引发了一定争议。
2017年，拉亚拉的戏剧《目的地不明》（Päämäärä tuntematon）在坦佩雷喜剧剧院首演。该剧导演帕努·拉伊皮亚最初建议拉亚拉为喜剧剧院创作一版《无名战士》（Tuntematon sotilas）。然而，这部作品最终转而聚焦于韋伊諾·林納创作其代表作《无名战士》的历程。

## 戏剧作品
- 《幸福的预感》(Sen onnen aavistus) (1988年，坦佩雷剧院 / Tampereen Teatteri)
- 《救世主》(Pelastaja) (1996年，于韦斯屈莱市剧院 / Jyväskylän Kaupunginteatteri)
- 《阿克塞利与埃利娜》(Akseli ja Elina) (1997年，萨翁林纳市剧院 / Savonlinnan Kaupunginteatteri，担任编剧 / dramaturgi)
- 《大地的手掌上》(Maan kämmenellä) (1998年，皮尼基夏季剧院 / Pyynikin Kesäteatteri)
- 《温托拉先生的爱情》(Herra Untolan rakkaudet) (1998年，约恩苏市剧院 / Joensuun Kaupunginteatteri)
- 《温托拉先生的秘密》(Herra Untolan salaisuus) (1999年，波里剧院 / Porin Teatteri)
- 《西尔维与阿妮塔》(Sylvi ja Anita) (2012年，赫尔辛基市剧院 / Helsingin Kaupunginteatteri)
- 《古巴小夜曲》(Kuubalainen serenadi) (2013年，劳马市剧院 / Rauman Kaupunginteatteri)
- 《目的地不明》(Päämäärä tuntematon)** (2017年，坦佩雷喜剧剧院 / Tampereen Komediateatteri) [5]

## 其他著作
- 《F. E. 西兰帕 1888–1923》

- 《西兰帕笔下的海门屈勒：给夏季游客的文化图景》

- 《西丽亚的诞生：F. E. 西兰帕 1923–1931》

- 《正午与黄昏：F. E. 西兰帕 1931–1964》

- 《叛徒的遗嘱：阿尔沃·波伊卡·图奥米宁的真实生活》

- 《来到我身边——爱与恋的诗歌》(主编)

- 《泰坦的剧院：坦佩雷工人剧院 1918–1964》

- 《火中的天使——埃丽娜封闭的人生》

- 《女巫重返舞台：聚光灯下的米卡·瓦尔塔里》

- 《心灵震撼：约翰内斯·胡尔蒂奥生平的三部曲》

- 《共和国的第二舞台：坦佩雷工人剧院 1964–2001》

- 《元老院的骑兵》

- 《情感的火焰，艺术的层次：坦佩雷剧院 1904–2004》

- 《骑兵之恋》

- 《诗人之心：J. H. 埃尔科未竟的人生》

- 《帝王之念》

- 《神秘联合：米卡·瓦尔塔里的生平与作品》

- 《于尔约·于尔海，冬季战争诗人》(与韦萨·卡罗宁合著)

- 《水晶般清澈、疯狂般勇敢：艾拉·梅里卢奥托的生平与诗歌》

- 《一个女人的男人与思想：尤哈尼·阿霍的生活艺术》

- 《惊人的幽默大师:韦科·霍维宁的讽刺与狂欢》

- 《歌星与文人》

- 《黑暗中的火炬——奥拉维·帕沃莱宁的一生》

- 《青春的第四幕》

- 《F. E. 西兰帕——诺贝尔文学奖得主的一生 1888–1964》

- 《热忱者——摄影师的回忆》(小说)

- 《快乐收割者》(小说)

- 《鬼火——埃诺·雷诺的一生》

- 《苏奥穆萨尔米的苏丹——伊尔马里·基安托的一生》

- 《一位战士的终结——诗人于尔约·于尔海的悲剧》

- 《民族诗人——J. L. 鲁内贝里的一生》

- 《日已西沉：韦伊诺·林纳回忆录》

- 《演员汉内莱》

- 《拥抱生活：我的回忆》